# Ryan Shawcross
Ryan James Shawcross (Chester, 4 ottobre 1987) è un allenatore di calcio ed ex calciatore inglese, di ruolo difensore, attuale vice della formazione Under-18 dello Stoke City.

## Caratteristiche tecniche
Di ruolo difensore centrale, è roccioso e forte sulle palle inattive, ma dotato anche di buona tecnica. All'occorrenza si può adattare anche come terzino destro, ruolo che però ne limita molto le capacità. Si distingueva anche per la sua mole nella fase difensiva ed il suo carattere molto forte.
Il 27 febbraio 2010, con un’entrata di gioco violenta, ha provocato la frattura di tibia e perone dell'attuale giocatore del Nizza Aaron Ramsey.

## Carriera

### Calciatore

#### Club
Cresciuto nelle giovanili del Buckley Town e del Manchester Utd, nel 2006 viene aggregato alla prima squadra dei red devils con cui esordisce il 25 ottobre 2006 in Coppa di Lega contro il Crewe Alexandra.
Nel gennaio 2007 viene ceduto in prestito ai belgi dell'Anversa.
Terminato il prestito fa ritorno al Manchester, che il 9 agosto 2007 viene ceduto in prestito semestrale allo Stoke City. A gennaio il giocatore viene riscattato dai potters.
Con lo Stoke raggiunge a fine stagione la promozione in Premier League, diventando un perno e leader della squadra collezionando 453 presenze tra campionato e coppe in 14 anni di militanza.
Il 19 febbraio 2021 lascia i biancorossi per accasarsi all'Inter Miami in MLS. Questa è stata la sua ultima esperienza da calciatore in quanto l'11 gennaio 2022 si è ritirato dall'attività agonistica.

#### Nazionale
Debutta in nazionale il 14 novembre 2012 subentrando al 74º minuto nell'amichevole persa per 4 a 2 contro la Svezia.
Da quell'occasione non è mai più stato convocato nella nazionale inglese.

### Allenatore
Nel febbraio 2022, un mese dopo il ritiro dal calcio giocato, diventa vice-allenatore nella filiale dell'Inter Miami, l'Inter Miami II.

## Statistiche

### Presenze e reti nei club
Statistiche aggiornate all'11 gennaio 2022.
| Stagione          | Squadra           | Campionato        | Campionato | Campionato | Coppe nazionali | Coppe nazionali | Coppe nazionali | Coppe continentali | Coppe continentali | Coppe continentali | Altre coppe | Altre coppe | Altre coppe | Totale | Totale |
| Stagione          | Squadra           | Comp              | Pres       | Reti       | Comp            | Pres            | Reti            | Comp               | Pres               | Reti               | Comp        | Pres        | Reti        | Pres   | Reti   |
| ----------------- | ----------------- | ----------------- | ---------- | ---------- | --------------- | --------------- | --------------- | ------------------ | ------------------ | ------------------ | ----------- | ----------- | ----------- | ------ | ------ |
| 2006-gen. 2007    | Manchester United | PL                | 0          | 0          | FACup+CdL       | 0+2             | 0               | UCL                | 0                  | 0                  | -           | -           | -           | 2      | 0      |
| gen.-giu. 2007    | Anversa           | D2                | 22         | 3          | CB              | 3               | 0               | -                  | -                  | -                  | -           | -           | -           | 25     | 3      |
| 2007-2008         | Stoke City        | FLC               | 41         | 7          | FACup+CdL       | 2+1             | 0+1             | -                  | -                  | -                  | -           | -           | -           | 44     | 8      |
| 2008-2009         | Stoke City        | PL                | 29         | 3          | FACup+CdL       | 1+3             | 0               | -                  | -                  | -                  | -           | -           | -           | 33     | 3      |
| 2009-2010         | Stoke City        | PL                | 28         | 2          | FACup+CdL       | 3+0             | 1               | -                  | -                  | -                  | -           | -           | -           | 31     | 3      |
| 2010-2011         | Stoke City        | PL                | 36         | 1          | FACup+CdL       | 5+3             | 1+0             | -                  | -                  | -                  | -           | -           | -           | 44     | 2      |
| 2011-2012         | Stoke City        | PL                | 36         | 2          | FACup+CdL       | 4+1             | 0               | UEL                | 8                  | 0                  | -           | -           | -           | 49     | 2      |
| 2012-2013         | Stoke City        | PL                | 37         | 1          | FACup+CdL       | 3+0             | 0               | -                  | -                  | -                  | -           | -           | -           | 40     | 1      |
| 2013-2014         | Stoke City        | PL                | 37         | 1          | FACup+CdL       | 2+4             | 0               | -                  | -                  | -                  | -           | -           | -           | 43     | 1      |
| 2014-2015         | Stoke City        | PL                | 32         | 2          | FACup+CdL       | 2+3             | 0               | -                  | -                  | -                  | -           | -           | -           | 37     | 2      |
| 2015-2016         | Stoke City        | PL                | 20         | 0          | FACup+CdL       | 1+2             | 0               | -                  | -                  | -                  | -           | -           | -           | 23     | 0      |
| 2016-2017         | Stoke City        | PL                | 35         | 1          | FACup+CdL       | 1+2             | 0               | -                  | -                  | -                  | -           | -           | -           | 38     | 1      |
| 2017-2018         | Stoke City        | PL                | 27         | 1          | FACup+CdL       | 0+0             | 0               | -                  | -                  | -                  | -           | -           | -           | 27     | 1      |
| 2018-2019         | Stoke City        | FLC               | 36         | 1          | FACup+CdL       | 0+0             | 0               | -                  | -                  | -                  | -           | -           | -           | 36     | 1      |
| 2019-2020         | Stoke City        | FLC               | 5          | 0          | FACup+CdL       | 0+0             | 0               | -                  | -                  | -                  | -           | -           | -           | 5      | 0      |
| 2020-2021         | Stoke City        | FLC               | 2          | 0          | FACup+CdL       | 1+0             | 0+0             | -                  | -                  | -                  | -           | -           | -           | 3      | 0      |
| Totale Stoke City | Totale Stoke City | Totale Stoke City | 401        | 22         |                 | 44              | 3               |                    | 8                  | 0                  |             | -           | -           | 453    | 25     |
| 2021              | Inter Miami       | MLS               | 12         | 0          | -               | -               | -               | -                  | -                  | -                  | -           | -           | -           | 12     | 0      |
| Totale carriera   | Totale carriera   | Totale carriera   | 431        | 25         |                 | 48              | 3               |                    | 8                  | 0                  |             | -           | -           | 487    | 28     |

### Cronologia presenze e reti in nazionale
| Cronologia completa delle presenze e delle reti in nazionale ― Inghilterra | Cronologia completa delle presenze e delle reti in nazionale ― Inghilterra | Cronologia completa delle presenze e delle reti in nazionale ― Inghilterra | Cronologia completa delle presenze e delle reti in nazionale ― Inghilterra | Cronologia completa delle presenze e delle reti in nazionale ― Inghilterra | Cronologia completa delle presenze e delle reti in nazionale ― Inghilterra | Cronologia completa delle presenze e delle reti in nazionale ― Inghilterra | Cronologia completa delle presenze e delle reti in nazionale ― Inghilterra |
| Data                                                                       | Città                                                                      | In casa                                                                    | Risultato                                                                  | Ospiti                                                                     | Competizione                                                               | Reti                                                                       | Note                                                                       |
| -------------------------------------------------------------------------- | -------------------------------------------------------------------------- | -------------------------------------------------------------------------- | -------------------------------------------------------------------------- | -------------------------------------------------------------------------- | -------------------------------------------------------------------------- | -------------------------------------------------------------------------- | -------------------------------------------------------------------------- |
| 14-11-2012                                                                 | Solna                                                                      | Svezia                                                                     | 4 – 2                                                                      | Inghilterra                                                                | Amichevole                                                                 | -                                                                          | 74’                                                                        |
| Totale                                                                     |                                                                            | Presenze                                                                   | 1                                                                          |                                                                            | Reti                                                                       | 0                                                                          |                                                                            |

## Palmarès

### Individuale
- PFA Football League Championship Team of the Year: 1[20]

2007-2008